# Lilla Örlevattnet (Dalskogs socken, Dalsland)
Lilla Örlevattnet är en sjö i Melleruds kommun i Dalsland och ingår i Göta älvs huvudavrinningsområde.